# تقی‌آباد (خاش)
تقی‌آباد روستایی در دهستان پشتکوه بخش مرکزی شهرستان خاش استان سیستان و بلوچستان ایران است.

## جمعیت
بر پایه سرشماری عمومی نفوس و مسکن در سال ۱۳۹۵ جمعیت این روستا ۵۷ نفر (۱۵خانوار) بوده‌است.